# Легенда о Зелёном рыцаре
«Легенда о Зелёном рыцаре» (англ. The Green Knight) — американский художественный фильм в жанре фэнтези, поставленный режиссёром Дэвидом Лоури по мотивам поэмы неизвестного автора XIV века «Сэр Гавейн и Зелёный Рыцарь». Главные роли исполнили Дев Патель, Алисия Викандер, Джоэл Эдгертон, Сарита Чоудхури, Шон Харрис, Кейт Дики, Барри Кеоган и Ральф Айнесон.
Мировая премьера фильма должна была состояться 29 мая 2020 года, однако из-за пандемии коронавируса была перенесена.
В американский кинопрокат фильм вышел 30 июля 2021 года. При производственном бюджете в 15 млн долларов сборы от проката по всему миру составили около 19 млн долларов.
Фильм получил восторженные отзывы в прессе, номинировался на премии «Хьюго» и «Сатурн», был назван лучшим фэнтези-фильмом года.

## Сюжет
Сюжет фильма представляет собой вольную деконструкцию средневековой поэмы. В целом следуя её сюжету, фильм показывает главного героя не отважным рыцарем, а слабым, несовершенным человеком.
Фильм начинается сценой, где Гавейн сидит на троне в одежде короля, в то время как сверху на него опускается корона, после чего голова вспыхивает огнём.
Гавейн просыпается в рождественское утро в борделе со своей девушкой Эссель. Он отправляется в Камелот, где беседует с матерью, которая отказывается идти на рождественский обед к его дяде-королю. На обеде король приглашает Гавейна сесть вместе с ним и королевой. В это же время мать Гавейна проводит в башне магический ритуал. В тот же момент трапезу короля и рыцарей Круглого стола прерывает появление Зелёного рыцаря. Он бросает королю вызов: любой рыцарь, способный нанести ему ранение, получит в качестве трофея его топор, но через год и один день обязуется прийти в часовню, чтобы получить аналогичный ответный удар. Гавейн вызывается на битву, и король даёт ему свой меч. Однако вместо того, чтобы драться, Зелёный рыцарь сам отдаёт Гавейну свой топор и позволяет отрубить себе голову. Несмотря на это, спустя несколько секунд Зелёный рыцарь встаёт, взяв свою отрубленную голову, и уходит, напомнив Гавейну об уговоре.
В течение года история о Гавейне и Зелёном рыцаре становится популярной в Камелоте. Когда наступает зима, король приходит к Гавейну и напоминает о том, что пора отправляться в путь. Он берёт с собой топор, выигранный у Зелёного рыцаря, а мать дарит ему зелёный пояс со словами, что пока он носит его — никто не сможет причинить ему вред. В пути Гавейн проезжает поле боя и встречает мародёра, который указывает ему дорогу к часовне. Но это оказывается обманом: на самом деле мародёр заманивает героя в засаду и при помощи двух других разбойников отбирает коня, топор и пояс матери. Гавейн остаётся связанным в лесу и воображает, как через год от него останется только скелет, но всё же ему удаётся освободиться.
К ночи Гавейн добирается до заброшенного дома, где засыпает, но его будит призрак молодой девушки, святой Винифреды, которая просит его достать из ручья её отрубленную голову. Гавейн достает череп, а Винифреда обещает покровительствовать ему в пути. На следующее утро Гавейн находит украденный топор.
В путешествии к Гавейну неожиданно присоединяется лисица. Съев неизвестных грибов из пещеры, они встречают великанов — гигантских обнажённых женщин, которые идут через долину. Гавейн добирается до замка лорда и леди Бертилак, которые приглашают его остаться у них на два дня, после чего отправиться в часовню, до которой совсем недалеко. С ними также живёт пожилая леди. Лорд знает о Гавейне, а потому предлагает ему лучшее в своем доме, в том числе тушу убитого им оленя в качестве пропитания на обратный путь. Жена лорда, похожая внешне на Эссель, пытается соблазнить Гавейна, а лорд предлагает ему сделку: он отдаст ему все охотничьи трофеи этих двух дней, а Гавейн отдаст ему всё, что сможет получить в его замке. На следующий день леди показывает Гавейну такой же зелёный пояс, который дала ему мать, но говорит, что сшила его сама. Они занимаются взаимной мастурбацией, и Гавейн эякулирует на пояс; это видит пожилая леди. Гавейн убегает из замка раньше времени, по пути встречая лорда, который, согласно уговору, отдаёт ему пойманного им в ловушку лиса, а Гавейн «возвращает» ему поцелуй, который дала ему леди, но о поясе умалчивает. По пути к часовне дорогу ему преграждает лисица, которая человеческим голосом пытается уговорить его повернуть назад, но Гавейн прогоняет её.
Гавейн добирается до часовни, где находит Зелёного рыцаря, сидящего неподвижно до дня Рождества. Гавейн возвращает топор рыцарю, тот дважды замахивается на Гавейна, и оба раза Гавейн в страхе отшатывается и просит дать ему время собраться с духом. На третий раз Гавейн отказывается от уговора и убегает обратно в Камелот. С тех пор он больше не снимает зелёный пояс даже в постели. Король посвящает его в рыцари, и после смерти короля Гавейн восходит на трон. Эссель рожает ему сына, но Гавейн отбирает ребёнка, так как не может связать свою жизнь с простолюдинкой, и женится на знатной женщине. Сын вырастает и гибнет в битве. Через много лет уже постаревший Гавейн всё ещё правит Камелотом, но не пользуется популярностью у жителей. Жители поднимают восстание, осаждают его замок, и даже семья покидает короля Гавейна. Только оставшись один, Гавейн впервые снимает зелёный пояс, и в ту же секунду его голова, отрубленная, падает на пол.
Гавейн приходит в себя от видений возможного будущего и обнаруживает, что всё ещё стоит под топором Зелёного рыцаря. Он снимает пояс и готовится встретить свою участь. Рыцарь хвалит Гавейна за храбрость и говорит ему: «А теперь — голову долой». На этом повествование обрывается, финал остаётся открытым для интерпретаций. Зрители не узнают, действительно ли рыцарь отрубил герою голову или, как в поэме, пощадил его.
В сцене после титров маленькая девочка находит корону и надевает её себе на голову.

## В ролях
- Дев Патель — Сэр Гавейн
- Алисия Викандер — Леди Бертилак / Эссель
- Джоэл Эдгертон — Лорд Бертилак
- Сарита Чоудхури — Мать (персонаж, объединяющий черты Морганы и Моргаузы)
- Шон Харрис — Король
- Кейт Дики — Королева
- Барри Кеоган — Мародёр
- Ральф Айнесон — Зелёный рыцарь
- Эрин Келлимен — Винифреда
- Эммет О’Брайен — Волшебник

## Производство
В ноябре 2018 года было объявлено, что Дэвид Лоури назначен режиссёром новой экранизации поэмы «Сэр Гавейн и Зелёный Рыцарь», финансированием которой займутся компании A24, Ley Line Entertainment и Bron Studios.
В марте 2019 года Дев Патель вступил в переговоры о съемках в картине.
В том же месяце к актёрскому составу присоединились Барри Кеоган и Ральф Айнесон.
В апреле 2019 года было анонсировано, что в фильме также примут участие Алисия Викандер и Эрин Келлиман.
Съёмки начались в марте 2019 года и проходили на площадках студии Ardmore Studios. За визуальные эффекты отвечала компания Weta Digital.
В первоначальной версии концовки фильм кончался гибелью Гавейна. Эта сцена была снята, но Лоури не включил её в фильм и предпочёл оставить финал открытым.

## Маркетинг и релиз
Оригинальный тизер-трейлер картины был опубликован в сети 13 февраля 2020 года компанией A24, его локализованная версия появилась в интернете 6 марта. В середине августа 2021 года в сеть был выложен короткометражный фильм о художественной основе фильма.
Международная премьера фильма должна была состояться в марте 2020 года на кинофестивале SXSW, но в связи со вспышкой коронавирусной инфекции фестиваль был отменён.

## Темы
Лоури описывает картину как «фильм как о важности честного и доброго поведения, а не заботы о своем наследии».
Хотя вопрос об окончательной судьбе Гавейна намеренно оставлен двусмысленным, Лоури заявил, что хотел, чтобы возможность обезглавливания Гавейна воспринималась положительно: «Он храбро встречает свою судьбу, и в этом есть честь и честность».
Сложные отношения между Морганой и Гавейном в фильме были навеяны переживаниями Лоури о материнском воспитании в период начала самостоятельной жизни.
В фильме также говорится о конфликте между человечеством и природой. Лоури заявил, что длинный монолог леди Бертилак у камина отражает как символизм консервативной христианской цивилизации Артура, находящейся в конфликте с язычеством и природой, так и его собственное мнение о том, что природа неизбежно победит цивилизацию и принесёт мир. Изображение Зелёного Рыцаря как древовидного существа также изображает природу и язычество, что вторгается в святилище рыцарей Круглого стола и королевства Артура.
Этот момент также подчёркнут решением Лоури изобразить Артура и Гвиневру старыми и немощными, намекая на ослабление контроля над цивилизацией, которую они представляют.

## Отзывы и оценки
Критики одобрительно встретили фильм. По данным Rotten Tomatoes, 88 % рецензий были положительными, по данным Metacritic средняя оценка составила 85 баллов из 100. RT обобщает мнения критиков так: «„Зелёный рыцарь“ в равной степени отдаёт должное первоисточнику и деконструирует его, создавая затягивающее приключение, творящее фантастические чары».
В конце года многие издания, в частности Esquire, Empire, Wired, IGN, IndieWIre, NME, Screen Rant, Vogue, Vulture, The Guardian, «Мир фантастики» включили «Легенду о Зелёном рыцаре» в свои списки лучших фильмов 2021 года.